# Killing Zoe
Killing Zoe è un film del 1993 scritto e diretto da Roger Avary.

## Trama
A Parigi, durante la festa della commemorazione della presa della Bastiglia, una banda di improbabili criminali tenta di rapinare l'unica banca aperta quel giorno. Zed, fatto arrivare appositamente dagli Stati Uniti quale esperto scassinatore di casseforti, si rende conto troppo tardi di essersi unito ad una banda di tossicodipendenti allo sbaraglio, capeggiati da Eric, personaggio ambiguo e senza scrupoli.
Inizialmente tutto sembra andare per il meglio, ma ben presto la situazione precipita; la polizia circonda la banca e scoppia una sparatoria; i banditi vengono tutti uccisi meno Zed, che in quel momento è alle prese con la cassaforte del caveau.
Per una fortunata coincidenza Zoe, la prostituta che Zed aveva conosciuto il giorno prima al suo arrivo a Parigi, lavora in quella stessa banca, e sarà proprio lei ad aiutare Zed ad uscire indenne da quella brutta situazione.

## Sequel
Nel 2019 Roger Avary realizzò un semi-sequel, intitolato Lucky Day, con Eric Stoltz che riprende il suo ruolo.